# The War Machines
A The War Machines a Doctor Who sorozat huszonhetedik része, amit 1966. június 25. és július 16. között sugároztak.
Ebben a részben jelenik meg utoljára Jackie Lane mint Dodo Chaplet, és ebben a részben jelenik meg először Michael Craze mint Ben Jackson és Anneke Wills mint Polly.
Ez volt a William Hartnell korszak utolsó része teljes évadokban.

## Történet
1966, London. A Doktor különös energiát észlel, ösztöne veszélyt jelez. A postatorony tetején egy tudós létrehozta a WOTAN-t, egy gondolkozó számítógépet, ami egyre jobban kontrollálja az embereket, sőt, a Tardist is megismeri. Egy áruházban pedig halálos robotok készülődnek.

## Epizódok listája
| Epizód sorszáma | Bemutató napja   | Hossza | Nézők száma | Formátum  |
| --------------- | ---------------- | ------ | ----------- | --------- |
| 1               | 1966. június 25. | 24:01  | 5,4         | 16 mm t/r |
| 2               | 1966. július 2.  | 24:00  | 4,7         | 16 mm t/r |
| 3               | 1966. július 9.  | 23:58  | 5,3         | 16 mm t/r |
| 4               | 1966. július 16. | 23:11  | 5,5         | 16 mm t/r |

## Könyvkiadás
A könyvváltozatát 1989 februárjában adták ki.

## Otthoni kiadás
- VHS-en 1997-ben adták ki.
- DVD-n 2008. augusztus 25-én adták ki Angliában.
  - Amerikában 2009. január 6-án adták ki.

### Fordítás
- Ez a szócikk részben vagy egészben  a   The War Machines című angol Wikipédia-szócikk fordításán alapul.  Az eredeti cikk szerkesztőit annak laptörténete sorolja fel. Ez a jelzés csupán a megfogalmazás eredetét és a szerzői jogokat jelzi, nem szolgál a cikkben szereplő információk forrásmegjelöléseként.